# 호치키스 M1914 기관총
미트라예스 오토마티크 호치키스 모델 1914(8mm 르벨 탄약통 사용)는 제1차 세계 대전 후반기에 프랑스 육군의 표준 기관총이 되었다. 이 기관총은 1860년대 미국인 산업가 벤저민 호치키스가 설립한 프랑스 무기 회사 호치키스 에 시에서 제조되었다. 가스 작동식 호치키스 시스템은 1893년 오드콜렉 폰 우예즈다가 처음 고안했으며, 호치키스 무기 기술자인 미국인 로렌스 베네와 그의 프랑스 조수 앙리 메르시에가 최종 형태로 개선했다.
Mle 1914는 Mle 1897, Mle 1900, Mle 1909에 이은 거의 동일한 호치키스 설계 시리즈의 마지막 버전이었다. 호치키스 Mle 1914는 1917년 후반에 프랑스 보병의 표준이 되어 신뢰할 수 없는 Mle1907 생태티엔느 기관총을 대체했다. 프랑스의 미국 원정군 (AEF)도 8mm 르벨 탄약을 사용하는 Mle 1914 호치키스 기관총 7,000정을 구매하여 1917년과 1918년 전선에서 광범위하게 사용했다. 일부는 초기형인 호치키스 중기관총은 일본, 칠레, 멕시코, 스페인, 벨기에, 브라질, 폴란드에서도 전투에 사용되었다.
튼튼하고 신뢰할 수 있는 무기인 호치키스 기관총은 1940년대 초까지 프랑스군에서 현역으로 남아 있었다. 1918년 말까지 프랑스 육군에만 47,000정의 호치키스 기관총이 이미 인도되었다. 모든 국제 판매를 포함하여 제조업체가 다양한 구경으로 판매한 호치키스 기관총의 총합은 100,000정을 훨씬 넘어섰다.

## 역사와 설계

### 초기 모델

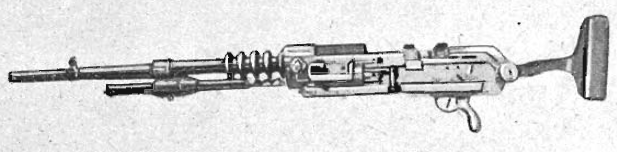
노르웨이에 판매된 1898년 버전

호치키스는 빈의 아돌프 오드콜렉 폰 우예즈다 남작 대위가 설계한 것으로, 1889년 7월에 처음 특허를 받았고 이후 몇 년 동안 추가 특허를 받았다. 1893년 파리 근처의 생드니에서 시험을 거쳤다. 이 특허는 1894년에서 1895년 사이에 벤저민 호치키스 회사에서 구매했다. 구매 당시 벤저민 호치키스는 이미 사망했지만, 오드콜렉의 설계는 베네 장군의 아들인 미국 태생의 로렌스 빈센트 베네의 지휘 아래 추가적으로 개발되고 크게 개선되었다. 1898년 호치키스는 국제 판매를 위한 수출 모델을 선보였고 그해 브라질, 칠레, 일본, 멕시코, 노르웨이, 베네수엘라에 판매되었다. 총신에 5개의 냉각 라디에이터 링을 추가하는 등 몇 가지 유용한 변경을 통해 동일한 기본 설계는 Mle 1900으로 이어졌다. 이 총은 1901년 두 개의 엽기병 대대에서, 1903년에서 1904년에는 기병 부대에서 시험되었다. 프랑스 육군은 1906년에 비교 시험을 위해 호치키스 기관총 50정을 추가로 구매했지만, 1907년에서 1909년 사이에 보병을 무장시키기 위해 더 복잡한 퓌토 Mle 1905(Mle1907 생태티엔느 기관총으로 업그레이드됨)를 채택했다. 그럼에도 불구하고, 프랑스 군은 해외 식민지에서 사용하기 위해 Mle 1900 기관총 600정을 추가로 구매했다.

### 1914년 모델
제1차 세계 대전 초기에 생테티엔 조병창은 충분한 생테티엔 기관총을 생산할 수 없었다. 프랑스군은 미트라예스 오토마티크 모델 1914로 호치키스 Mle 1900을 약간 수정하여 채택하기로 결정했다. 호치키스 총은 처음에는 2선급 부대에 지급되었지만 1916년부터는 1선급 부대에서도 Mle 1914를 사용하기 시작했다. 그해 의회 조사 위원회는 호치키스가 생테티엔보다 신뢰성이 높다고 결론 내렸고 후자의 생산은 중단되었다.

### 설계

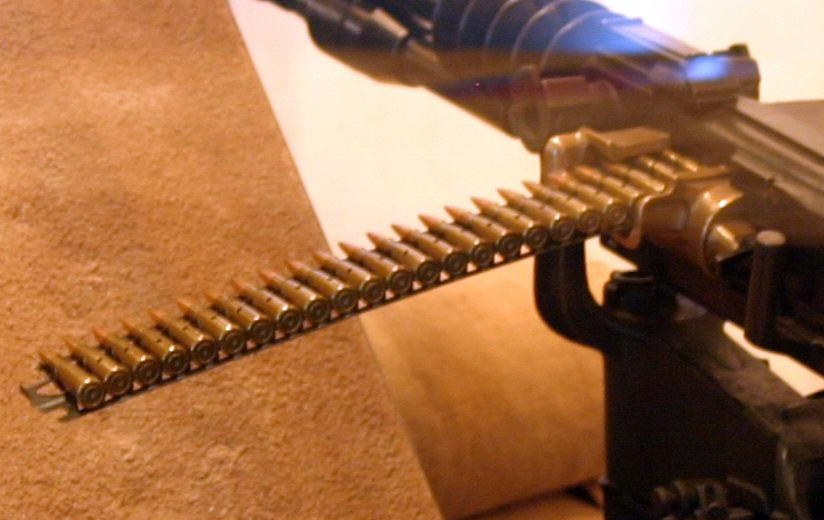
급탄 스트립에 장전된 8mm 르벨 탄약

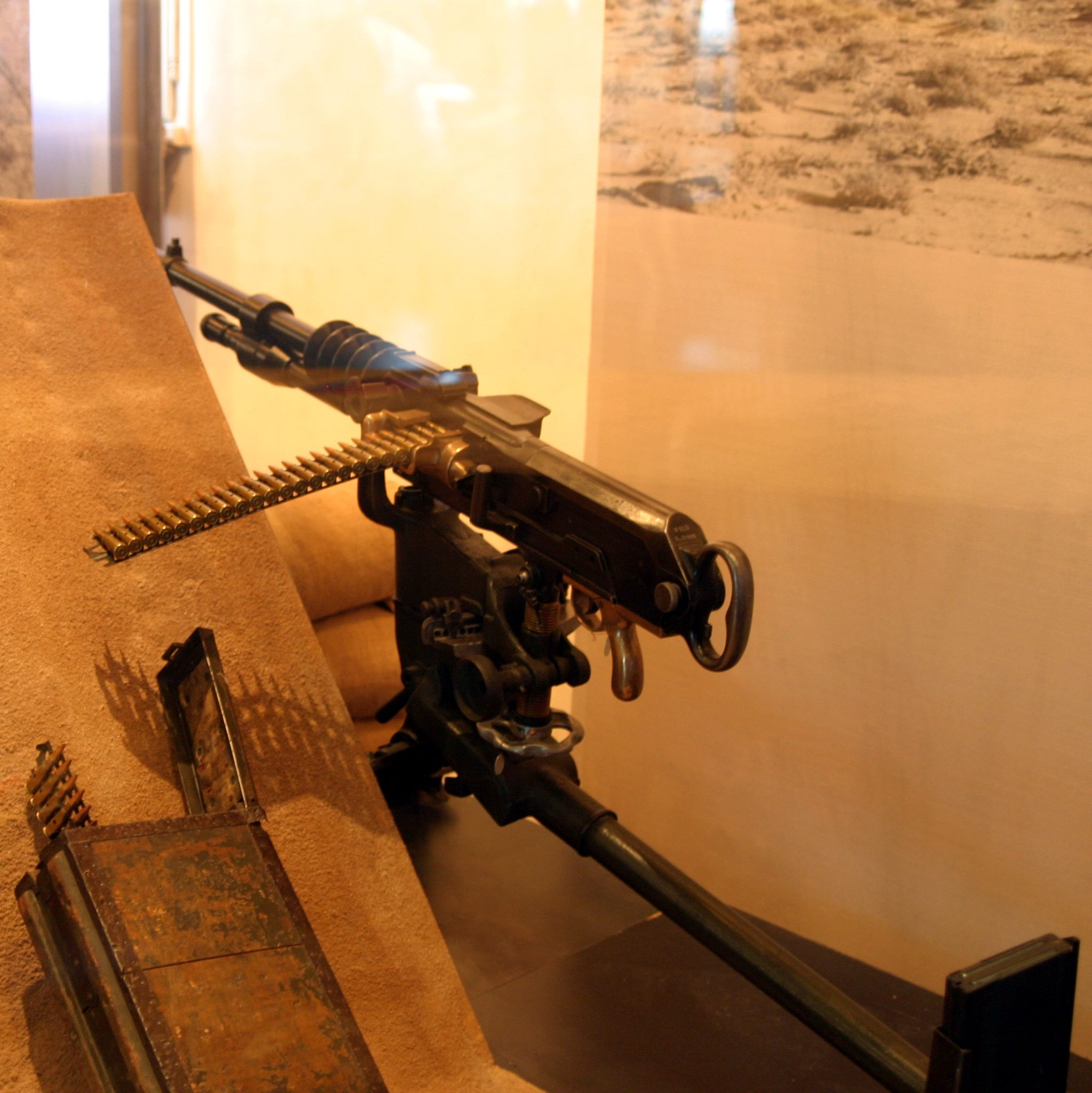
파리의 아르메 박물관에 전시된 탄띠가 삽입된 호치키스 Mle 1914 기관총의 후면

호치키스 기관총은 맥심 기관총이 반동 작동식 및 수랭식이었던 것과 달리 가스 작동식 및 공랭식이었다. 호치키스 기관총의 총신에는 자연 냉각을 크게 돕고 과열을 지연시키는 5개의 큰 링이 특징이다. 총신 아래의 가스 실린더에는 분당 450발의 정상 사격 속도로 조절할 수 있는 조절 피스톤이 있다. 호치키스 기관총 자체(삼각대 제외)는 4개의 코일 스프링을 포함하여 단 32개의 부품으로 구성되어 있으며, 나사나 핀은 전혀 없다. 총의 모든 부품은 부적절하게 조립하는 것이 불가능하도록 구성되어 있다. 호치키스는 거의 모든 현대 기관총처럼 오픈 볼트 상태에서 발사하여 과열된 약실에 의해 탄약이 조기에 발사되는 "쿡오프" 현상을 방지했다. 호치키스 기관총은 3인 팀으로 지속적으로 탄약을 공급하기 쉬웠지만, 각 개별 스트립에는 8mm 르벨 탄약 24발만 장전되었다. 이 특징은 호치키스의 단점 중 하나로 드러났는데, 승무원들이 발사 1분마다 여러 번 총을 재장전해야 했기 때문이다. 이는 같은 시기의 다른 모든 기관총(맥심은 250발 연속 천 탄띠를 사용했다)보다 훨씬 더 자주 재장전해야 했다. 마지막 탄약이 발사되면 빈 급탄 스트립은 자동으로 배출되어 볼트가 후방 위치에서 열린 상태로 남았다. 그런 다음 새롭게 장전된 스트립을 총에 삽입하면 볼트가 앞으로 풀려 발사가 재개되었다. 호치키스 스트립은 3인 승무원으로 잘 작동했지만, 전차 내부에서 단일 사수가 발사하기에는 용량이 너무 작았다. 이는 1917년에 250발 연결형 금속 탄띠를 채택하는 계기가 되었다. 이는 당시 모든 프랑스 전차와 일부 군용 항공기에서 널리 사용되었다.
1900년부터 제1차 세계 대전 이전에는 두 가지 기본 삼각대 유형이 사용되었고, 마지막이자 가장 효과적인 세 번째 호치키스 삼각대 모델(Mle 1916)이 채택되어 널리 보급되었다. 호치키스와 생테티엔 기관총 모두에 사용할 수 있는 삼각대가 1915년에 발행되었는데, 이른바 "옴니버스 삼각대"라고 불렸다. 프랑스 호치키스는 8mm 르벨 탄약을 분당 약 450발의 사격 속도로 발사했으며, "발레 D" 탄환으로 최대 유효 사거리가 3,800m(4,150yd)였다. 효과적인 사격은 보통 8~10발의 연속적인 사격으로 이루어졌다. 이 총은 가끔씩 총열 교체(연속 사격 시 약 1,000발마다)를 제외하고는 거의 무기한으로 분당 약 120발의 조준 사격을 지속할 수 있었는데, 총열 교체는 특수 렌치로 빠르고 쉽게 수행할 수 있었다. 총열은 약 400°C의 온도에 도달할 수 있었는데, 이 온도에서는 진한 붉은색을 띠었다. 이 시점에서 총열은 열이 발생하는 속도만큼 빠르게 열을 방출했다. 이는 전투 비상 상황에서 장시간 연속 사격 후에만 발생했다. 호치키스에 대한 가장 일반적인 불만은 무게였다. 총과 삼각대의 총 무게는 50 킬로그램 (110 lb)이었다. 삼각대, 특히 "옴니버스" 삼각대에 대한 불만도 있었는데, 지상에서 너무 높고 너무 무겁다는 인식이 있었다.

## 실전 운용 역사

### 제1차 세계 대전

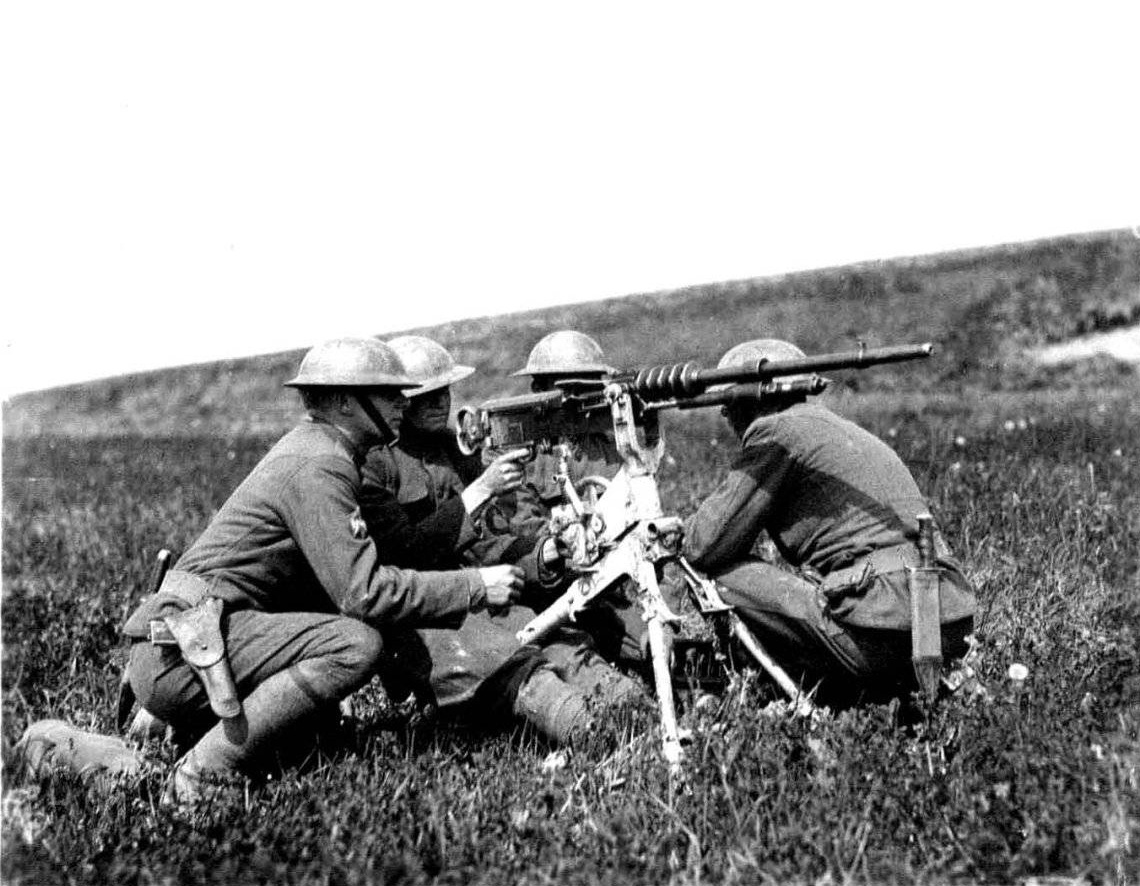
1918년 프랑스에서 Mle 1914 호치키스 총을 운용하는 미 육군 병사들.

Mle 1914 호치키스 기관총의 주요 사용자는 제1차 세계 대전과 제2차 세계 대전 초기 프랑스 육군 보병이었다. 호치키스 회사는 1914년에서 1918년 말 사이에 프랑스 육군에 Mle 1914 기관총 47,000정을 납품했다. 수백 정은 적 풍선에 대항하기 위해 11mm 그라스 탄약통을 사용했는데, 이는 소이탄의 최소 구경이었기 때문이다. 다른 모든 프랑스제 총은 8mm 르벨 탄약을 사용했다. 호치키스의 두 번째로 큰 사용자는 1917년에서 1918년 사이 프랑스의 미국 원정군이었는데, 미국은 전쟁 중 호치키스 기관총 7,000정을 구매하여 배치했다.

### 전차
호치키스 Mle. 1914는 르노 FT-17, 샤르 2C, 화이트-라플리 장갑차 등 수많은 프랑스 장갑차에도 사용되었다.

### 해군 복무
Mle 1914 호치키스는 전간기 동안 프랑스 해군에서 주로 Mle 1926 이중 포가에 사용되었다. 사용 가능해지면서 호치키스 Mle 1929로 대체되었다. 제2차 세계 대전 중에는 더 크고 유능한 무기의 느린 생산을 보완하기 위해 일부 이 포가들이 다르네와 같은 새로운 7.5mm 기관총과 함께 다시 사용되었다.

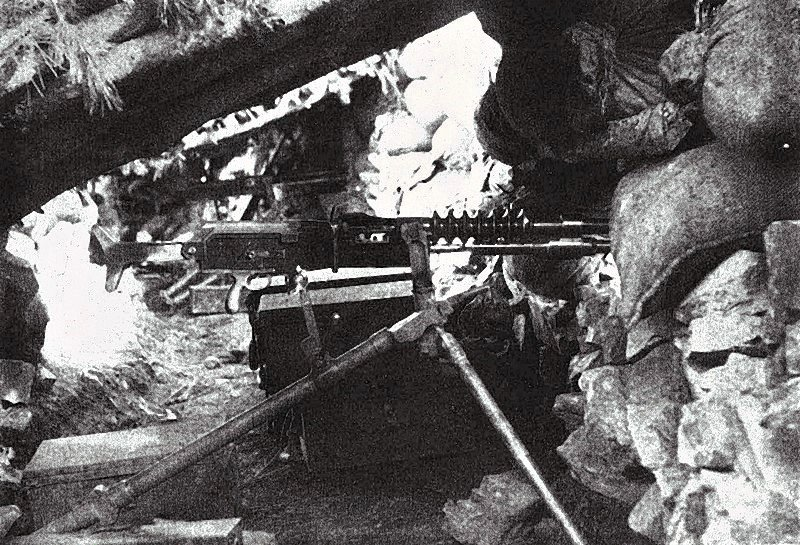
6.5x50mm 일본 초기형.

### 일본판

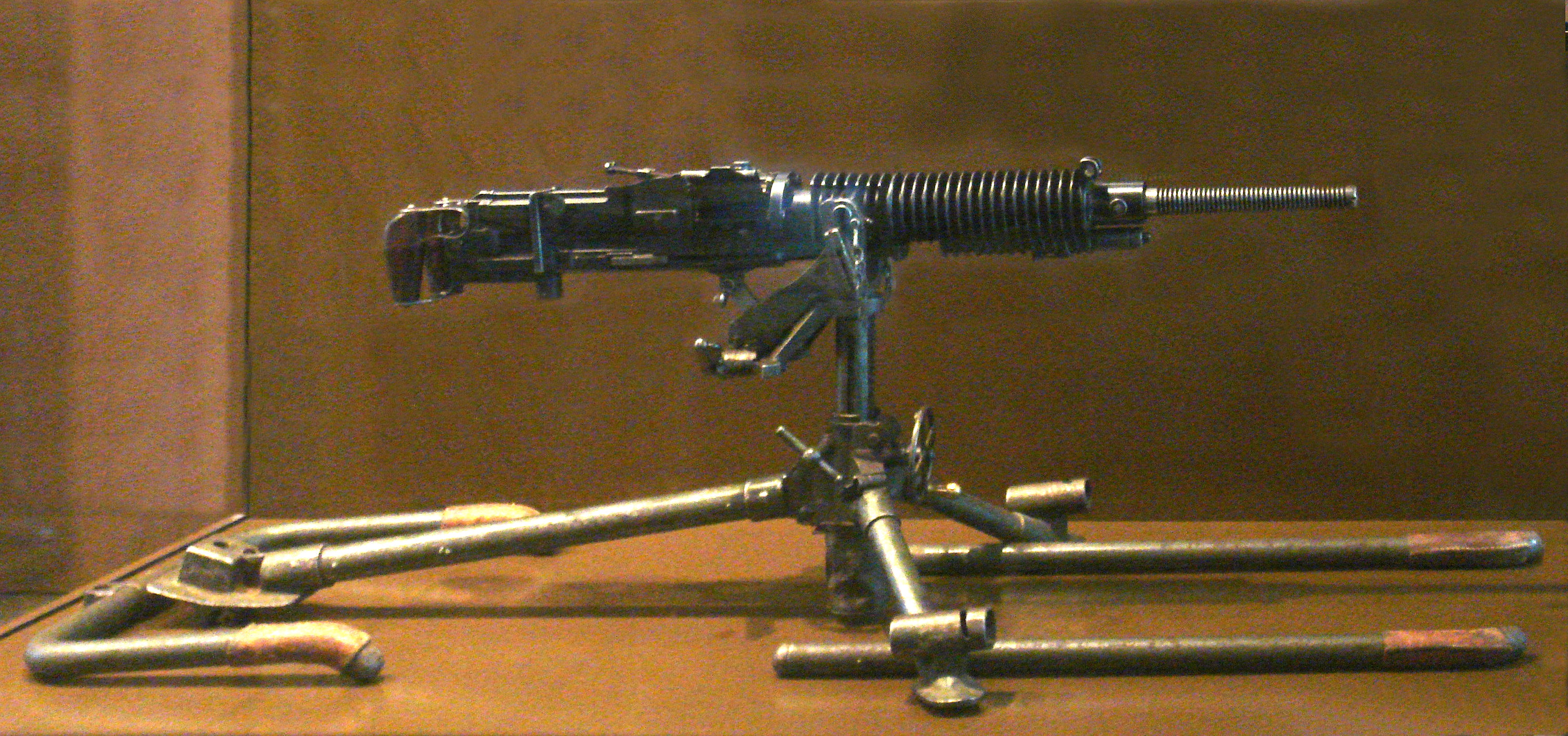
일본 면허 생산 버전: 3식(다이쇼 14식) 중기관총. 파리 육군 박물관.

의화단 운동 중 일본군은 프랑스 Mle 1897을 획득했다. 일본은 면허를 취득하여 6.5mm 아리사카 탄약을 사용하는 호치키스 Mle 1897 기관총을 생산하기 시작했다. 러일 전쟁 중 일본 각 사단은 24정의 호치키스 기관총을 보유했다. 러시아의 맥심보다 가벼웠던 호치키스는 성능이 우수했다. 생산은 1914년 3식 중기관총으로 발전했다. 7.7mm를 사용하는 확대된 3식인 92식 중기관총도 호치키스 설계를 기반으로 했다.

### 중국에서
1930년부터 1935년까지 중화민국은 프랑스로부터 호치키스 Mle 1914 기관총 1,192정을 구매했다. 중국은 또한 이 총을 복제하여 독일의 7.92×57mm 마우저를 사용했다. 1937년 중일 전쟁이 발발한 후 중국은 1,300정을 추가로 주문했지만 300정만 인도되었다. 이는 국공 내전 중에도 사용되었다.

### 체코슬로바키아에서
1919년~1920년, 체코슬로바키아는 프랑스로부터 Mle 1914 855대를 구매했고, 프랑스의 체코슬로바키아 군단으로부터 89대를 추가로 받았다. 1920년 말에는 체코슬로바키아군 내에서 985대의 호치키스 Mle 1914 기관총이 사용 중이었고, 1938년에도 929대가 기록되어 있었다.

### 폴란드에서

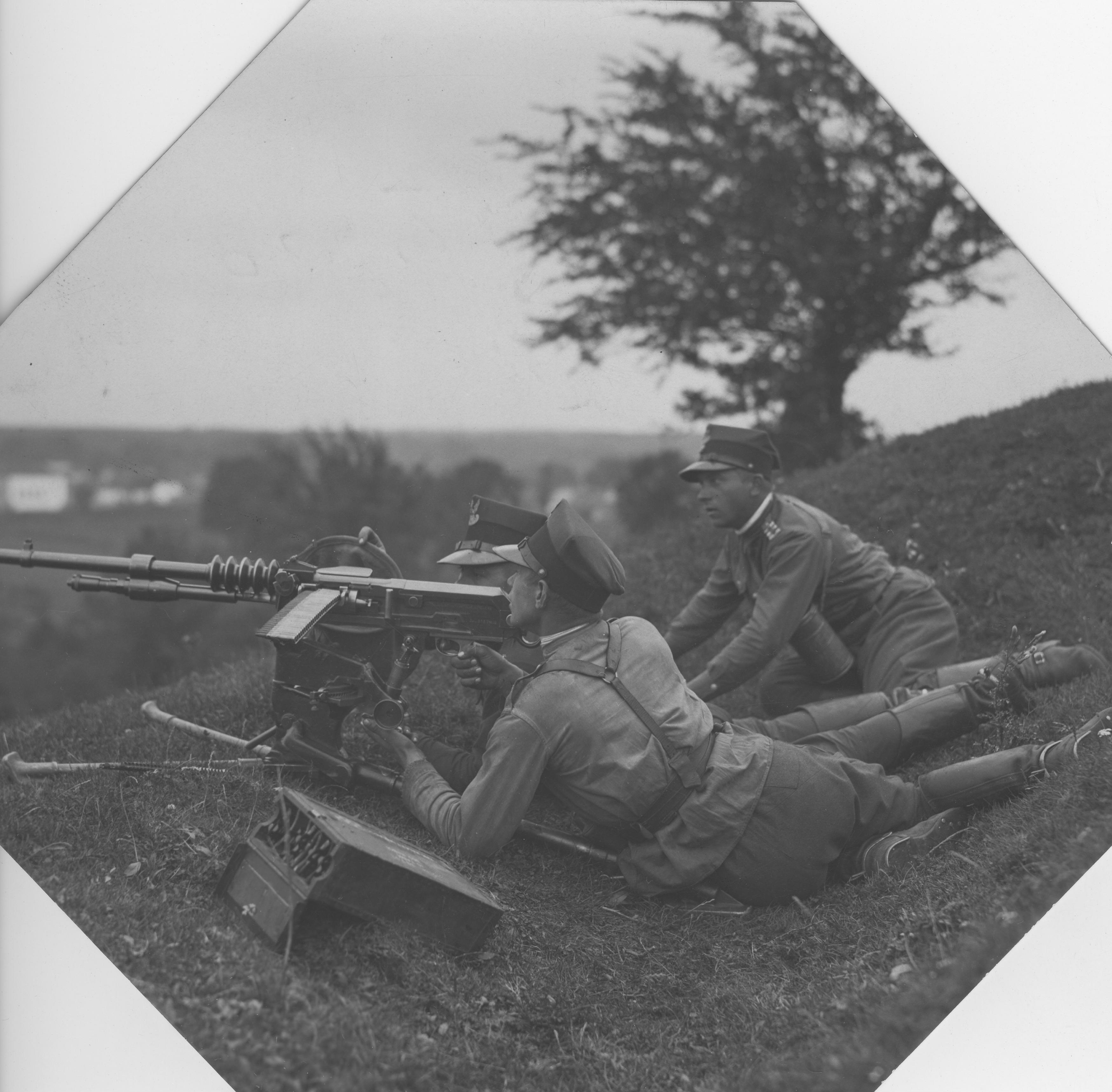
1931년 훈련 중 ckm wz. 25 기관총 승무원

폴란드는 1919년 청군의 도착과 함께 첫 Mle 1914 호치키스 기관총을 받았다. 소비에트-폴란드 전쟁 중과 그 후에 폴란드군은 프랑스에서 추가 총기를 구매했으며, 1936년까지 폴란드에서 2,620정의 총기가 사용되었다 (ckm wz. 14 - "HMG Mk. 1914" 명칭으로 사용). 1920년대 중반 육군은 표준 7.92×57mm 마우저 구경으로 개량된 약간 수정된 버전의 총기 1,250정을 주문했다. 그러나 육군은 새로 납품된 기관총인 ckm wz.25 호치키스가 기준 미달이라는 것을 발견했다. 총열은 과열되기 쉬웠고 정확도는 너무 낮았다.
호치키스와의 계약 재협상 대신 폴란드 참모본부는 ckm wz.30 기관총을 대량 주문했고, 호치키스 1914년 및 1925년 모델은 1936년까지 보병 서비스에서 철수되었다. 일부는 해외로 판매되었고, 많은 수는 르노 FT-17 전차, TK-3 및 TKS 탱크렛, Samochód pancerny wz. 29 및 wz. 34 장갑차를 무장하기 위해 개조되었다. 1939년 폴란드 침공 동안, wz. 25 및 wz. 14 기관총은 일부 폴란드 보병 부대, 특히 국경 방위군 및 국방에 의해 전투에 사용되었다.

### 스페인에서
스페인은 호치키스 기관총 모델 1903의 라이선스를 구매하여 7×57mm 마우저 탄약을 발사했다. 스페인군의 표준 중기관총으로 채택되어 오비에도에서 제작되었다. 내전 발발 당시 2,000정이 사용 중이었고 관련 분쟁 당사자들에 의해 널리 사용되었다. 이 기관총은 1957년에서 1958년 이프니 전쟁 중에도 사용되었다.

### 기타 국가
7mm 마우저 탄약을 발사하는 호치키스 기관총은 멕시코 혁명 (1911–1920) 동안 양측(정부군과 반군) 모두에서 사용되었다. 또한, 8mm 르벨 탄약을 사용하는 Mle 1914 호치키스는 제1차 세계 대전의 모든 프랑스 전차와 장갑차에 장착되었다. Mle 1914 호치키스를 사용한 전차의 예로는 슈나이더 CA1, 생샤몽, 르노 FT-17, 샤르 2C 등이 있다. 반대로 영국 전차와 장갑차에는 확연히 다른 Mle 1909 경호치키스(일명 "베네-메르시에")가 장착되었다. 최근에 발표된 구형 기관총 현대 발사 시험 시리즈는 Mle 1914 호치키스를 다음과 같이 요약한다: "총과 삼각대의 무겁고 견고한 조합으로, 세계 최초의 효율적인 공랭식 기관총은 놀랍도록 신뢰할 수 있고 정확하다" (로버트 브루스, 1997). 이러한 특성은 프랑스군에게 호치키스를 구식이 된 지 한참 후에도 제2차 세계 대전까지 현역으로 유지할 구실을 제공했다. 프랑스군이 호치키스를 마지막으로 사용한 기록은 제2차 세계 대전 이후 인도차이나와 알제리에서 정적인 진지에서 전초 기지를 방어하기 위함이었다. 6.25 전쟁과 베트남 전쟁에서 공산군이 사용했다고 한다.

## 변형
- Mle 1897
- Mle 1900
- Mle 1909
- Mle 1914

## 사용자
- 알제리 — 알제리 민족해방군이 사용[18]
- 벨기에[19] — 7.65×53mm 마우저[9]
- 칠레 — Mle 1897[3] 및 3식 기관총.
- 중화민국[20]
- 중화인민공화국
- 체코슬로바키아
- 에티오피아 제국[21]
- 그리스 왕국[22]
- 이탈리아 왕국 — Mle 1908/1914[23]
- 브라질 — Mle 1897[3] 및 Mle 1914[24]
- 엘살바도르 — Mle 1914[25]
- 핀란드 — FT-17 전차에 사용. 1937년 7,62 ITKK 31 VKT에서 파생된 Maxim M/09-31로 교체.[26]
- 프랑스[27]
- 나치 독일 — 노획된 프랑스 총기는 Fremdgerät 명칭 8 mm s.MG 257(f)로 주어졌다.[27]
- 일본 제국 — Mle 1897 및 후기 3식 중기관총.
- 만주국 — 중국에서 사용되던 기관총.[28]
- 멕시코 — Mle 1897,[3] 및 Mle 1914.[29]
- 뉴질랜드 — 1899년 12월, 뉴질랜드 정부는 W G 암스트롱-엘스윅 무기 회사로부터 최신형 M1898 호치키스 .303 구경 기관총 4정과 장비 및 등마구를 전문가 강사와 함께 선물로 받았다. 뉴질랜드는 40마리의 말과 30명의 병력을 제공하여 1900년 1월 남아프리카에 도착한 제2파견대의 일원인 뉴질랜드 호치키스 기관총 포대를 구성하기로 동의했다. 이 포대는 1900년 6월 해체되었다.[30]
- 노르웨이 — 6.5×55mm 스웨덴 탄약통을 사용하는 호치키스 기관총,[9] 1911년 채택[31], 일부는 7.92×61mm Norwegian(노르웨이어판)로 개조.
- 페루
- 폴란드[27]
- 포르투갈 — 주로 제1차 세계 대전 중 아프리카에서 싸우던 해군 병력에 배포.[32]
- 루마니아[27][33]
- 러시아 소비에트 연방 사회주의 공화국 — 여러 붉은 군대 부대가 러시아 내전 동안 호치키스 Mle 1914를 사용했다.[34]
- 스페인
- 스웨덴 — Kulspruta m/1900,[35] 6.5×55mm 스웨덴[9]
- 튀르키예 — 7.92×57mm 마우저.[36]
- 미국[2]
- 우루과이 — 7mm 마우저 탄약을 사용하는 Mle 1897, Mle 1900, Mle 1914는 1919년부터 1960년까지 사용되었다.
- 베트남 — 베트민이 사용.[37]
- 베네수엘라 — Mle 1897.[3]
- 유고슬라비아 왕국[27]

## 참고 자료
- Bruce, Robert. Machine Guns of World War I. 1997: Windrow and Greene Publishers, ISBN 1-85915-078-0
- Canfield, Bruce. U.S. Infantry Weapons of the First World War. 2000: Andrew Mowbray Publishers, ISBN 0-917218-90-6
- Handbook of the Hotchkiss Machine Gun, Model of 1914. US War Department, Office of the Chief of Ordnance, November 1917. Reprinted by: Normont Technical Publications, Wickenburg, Arizona, 1973. ISBN 0-87947-043-7
- "Mitrailleuses francaises d'Infanterie", Guide de l'Eleve-Mitrailleur, Centre Regional de Mitrailleurs de Bourges, 1918.
- Huon, Jean; Barrellier, Alain. Les Mitrailleuses Francaises October 2014: Crepin-Leblond, ISBN 978 2 7030 0392 2 . An exhaustive and highly detailed technical review of all French military machine guns, their ammunitions and accessories.
- Hergé. The Broken Ear (Adventures of Tintin #6), 1935.
- Raach, George T. A Withering Fire: American Machine Gun Battalions in World War I , 2015:Booklocker.com, Incorporated. ISBN 978-1634910200 Extensive study of US Army machine gun crews in World War I.
- Smith, Joseph E. (1969). 《Small Arms of the World》 11판. Harrisburg, Pennsylvania: The Stackpole Company.